# Хаугсдорф
Хаугсдорф (нем. Haugsdorf) — ярмарочная коммуна (нем. Marktgemeinde) в Австрии, в федеральной земле Нижняя Австрия. 
Входит в состав округа Холлабрун.  Население составляет 1670 человек (на 31 декабря 2005 года). Занимает площадь 21,23 км². Официальный код  —  31018.

## Политическая ситуация
Бургомистр коммуны — Йохан Бауэр (АНП) по результатам выборов 2005 года.
Совет представителей коммуны (нем. Gemeinderat) состоит из 19 мест.
- АНП занимает 10 мест.
- СДПА занимает 8 мест.
- АПС занимает 1 место.